# The Bachelor Party
The Bachelor Party é um filme estadunidense de 1957, do gênero comédia, dirigido por Delbert Mann e com roteiro de Paddy Chayefsky.

## Sinopse
Quatro amigos promovem uma festa de solteiro num bar para Craig Arnold. Um dos que participam da festa é o escriturário Charlie Samsom, que é casado e não quer trair sua esposa.

## Elenco
- Don Murray como Charlie Samson
- E.G. Marshall como Walter
- Jack Warden como Eddie Watkins
- Philip Abbott como Arnold Craig
- Larry Blyden como Kenneth
- Patricia Smith como Helen Samson
- Carolyn Jones como a existencialista
- Nancy Marchand como Mrs. Julie Samson